# Licinia (Gattin des Gaius Sulpicius Galba)
Licinia war eine in der zweiten Hälfte des 2. Jahrhunderts v. Chr. lebende vornehme Römerin und Gattin von Gaius Sulpicius Galba, des jüngeren Sohns des Konsuls von 144 v. Chr., Servius Sulpicius Galba.

## Leben
Licinia entstammte dem Plebejergeschlecht der Licinier. Sie war die ältere Tochter des Konsuls von 131 v. Chr., Publius Licinius Crassus Dives Mucianus, und der Clodia, einer Schwester des Konsuls von 143 v. Chr., Appius Claudius Pulcher. Licinia hatte eine jüngere gleichnamige Schwester, die den Volkstribunen Gaius Sempronius Gracchus heiratete. 
Mucianus verlobte Licinia bereits als junges Mädchen etwa 143 v. Chr. mit Gaius Sulpicius Galba und knüpfte so familiäre Bande zu dessen Vater Servius Sulpicius Galba. 109 v. Chr. wurde Licinias Ehemann wegen angeblicher Bestechung durch den numidischen König Jugurtha verurteilt. Über Licinia liegen keine weiteren Informationen vor.